# ヴァニャ・ドルクシッチ
ヴァニャ・ドルクシッチ（Vanja Drkušić、1999年10月30日 - ）は、スロベニア・ノヴォ・メスト出身のサッカー選手。FCゼニト・サンクトペテルブルク所属。ポジションはディフェンダー。

## クラブ経歴
プロデビュー前の2016年にオランダへ渡り、SCヘーレンフェーンの下部組織に加入するが、トップチームデビューは叶わなかったため、イタリアのレンデ・カルチョ1968を経て、2020年1月30日に母国のNKブラヴォへ移籍した。
2022年1月24日、ロシア・プレミアリーグに所属していたPFCソチへ加入し、2年半契約を結んだ。
2024年8月13日、FCゼニト・サンクトペテルブルクと5年契約を締結した。
2024年8月16日、レッドスター・ベオグラードに1年契約でレンタル移籍した。
2025年2月3日、FCゼニト・サンクトペテルブルクに復帰した。

## 代表経歴
スロベニアの世代別代表を経験して迎えた2023年3月26日、UEFA EURO 2024予選のサンマリノ代表戦にて、スロベニア代表デビューを飾った。
UEFA EURO 2024に選出